# Marek Plawgo
Marek Plawgo (* 25. února 1981, Ruda Śląska, Slezské vojvodství) je polský sportovec, atlet, který se specializuje na hladkou čtvrtku a čtvrtku s překážkami.
Dvakrát reprezentoval na letních olympijských hrách. Na olympiádě v Athénách 2004 doběhl ve finále čtvrtky s překážkami na šestém místě v čase 49,00 s. Šestý skončil rovněž na olympiádě v Pekingu 2008, kde trať zaběhl v čase 48,52 s.